# Зашевские Выселки
Зашевские Выселки — деревня Перехвальского сельсовета Данковского района Липецкой области.

## География
Зашевские Выселки расположены западнее деревни Перехвальские Выселки. Через них проходит общая просёлочная дорога. Севернее находится Владимирский лес.

## Население
| 2010 |
| ---- |
| 5    |